# 阿梅迪奥王子 (奥斯塔公爵)
阿梅迪奥·翁贝托·伊萨贝拉·路易吉·菲利波·玛利亚·朱塞佩·乔万尼（Amedeo Umberto Isabella Luigi Filippo Maria Giuseppe Giovanni，1898年10月21日—1942年3月3日），出生于都灵。意大利国王翁贝托二世的堂兄。
第二次世界大战中，他是意大利军队在东非战役的司令官。1941年，阿梅迪奥向驻非洲的英军投降后被关押在内罗毕的战俘营中。他后来因为结核病和疟疾而在战争结束前病逝。